# Farhampton (Így jártam anyátokkal)
A Farhampton az Így jártam anyátokkal című televízió-sorozat nyolcadik évadának első epizódja. Eredetileg 2012. szeptember 24-én vetítették, míg Magyarországon 2013. október 7-én.
Ebben az epizódban a házasságtól kissé félő Robinnak Ted meséli el, milyen volt, amikor megpróbálta megszöktetni Victoriát az esküvőjéről.

## Cselekmény
Az epizód elején Ted a farhamptoni vasútállomáson ül egy padon, közvetlenül Barney és Robin esküvője után, az éjszaka közepén. Egy idős néni is ott van, aki beszédbe elegyedik vele, és az esküvőről érdeklődik. Ted nehezen nyílik meg, majd mégis belevág a történet elmesélésébe, ami 10 órával korábbról indul.
Ahogy a legutolsó epizódban is látszott, a menyasszony, azaz Robin hívatta Tedet. Azt kérdezi, Barney hogy érzi magát. Ted azt mondja, hogy jól, nem ideges (miközben kiderül, hogy Marshall és Lily épp vissza akarják fogni, mert pánikba esett, hogy nem jó nyakkendőt választott). Robin viszont nagyon is az, és azon gondolkodik, hogy talán nem is csinálja ezt végig. Miközben azon elmélkedik, hogy milyen nehéz lehet lemászni az ablak melletti ereszcsatornán, Ted kijelenti, hogy felmászni sokkal nehezebb, és elmesél egy történetet.
Visszatérve 2012 májusára, lent a MacLaren's bárban Quinn és Barney nagyon boldogok, Robin pedig unottan piszkálja a fogát, és megállapítja, hogy Marshall és Lily alvásmegvonástól szenvednek a kis Marvin miatt. Lily szerint Robint bosszantja az eljegyzés ténye, de miközben ezt mondja, rajta és Marshallon is látszik, hogy a kimerültség miatt nem nagyon vannak képben. Amikor Quinn kettejüket kéri fel koszorúslánynak, azt már azonban Robin is bizarrnak találja. Amikor ezt Barneyval megbeszélné, kiderül, hogy Quinn még csak nem is tud arról, hogy ők korábban együtt voltak. Mi több, Barney azt állítja, hogy az összes bizonyítékot megsemmisítette. A gond az, hogy Marshall és Lily alváshiánytól szenvedve véletlenül elmondják Quinn-nek, aki dühös lesz Barneyra, és egy percet ad neki arra, hogy magyarázza ezt meg. Barney pontosan egy percbe zsúfolva elmeséli a sorozat eddigi eseményeit, majd Quinn Robinhoz megy. Robin elmondja neki, hogy Barney egyáltalán nem érdekli, és különben is, új barátja van, Nick. Quinn eleinte ezt nem tartja elegendő biztosítéknak, de amikor meglátja, milyen jóképű Nick, egyből meggondolja magát. Amikor aztán Robin és Barney megint kettesben maradnak, Robin a szemére veti Barneynak, hogy képes volt az összes közös emléküket megsemmisíteni. Barney erre ad egy kulcsot Robinnak, aki egy tárolóban megtalálja az összes emléket, s örömkönnyekben tör ki.
Közben Ted, aki éppen megszökteti Victoriát az esküvőjéről, úgy spekulál, hogy Klaus éppen most olvashatja el a búcsúlevelét. Victoria azonban felfedi, hogy nincs semmilyen búcsúlevél. Ted meggyőzi, hogy írjon egyet, mert Klaus megérdemli, de a levelet már neki kellene becsempészni a szobába. Nem mer felmászni az ereszcsatorna mellett, így Victoria kulcsokat ad neki a szobájához. Oda azonban nem tud bejutni Klaus testvére, Uta miatt. Barney Ted segítségét kéri, hogy telefonon keresztül csábítsa el a nőt, és bemehessen a szobába. Ahogy le akarna lépni, azt látja, hogy Klaus szökik az ablakon keresztül, mert nem akar megnősülni. Ted kicseréli Klaus és Victoria búcsúlevelét, hogy egyértelműen Klaus látszódjon felelősnek, majd utánaered. A farhamptoni vasútállomáson találkozik vele és megkérdezi, miért szökött meg. Klaus elmondja, hogy Victoria csodálatos, de nem ő az Igazi: majdnem olyan, de mégsem. Ted szerint később még kiderülhet, hogy ő az, de Klaus azt mondja, hogy ha az első pillanatban ez nem derül ki, akkor nem lesz az sose. Megkérdezi Tedet, hogy ő találkozott-e már az igazival, amire azt feleli, hogy azt hiszi, igen. Klaus szerint ha ezen gondolkodnia kellett, akkor nem. Szerinte mindenki megtalálja az igazit, valahol és valamikor.
Jövőbeli Ted ezután elmondja, hogy a "hol" az már megvolt (a farhamptoni vasútállomás), de a "mikor"-ra egy kicsit még várni kellett. A következő jelenetben a jövőbe ugrunk, ahol az Anya kiszáll egy taxiból a vasútállomáson, és sárga esernyőjét tartva a vonatra vár, alig pár méterre Tedtől.

## Kontinuitás
- Barney és Quinn ugyanúgy szexelnek a konyha padlóján, mint Marshall és Lily "A kezdetek" című részben az ő eljegyzésük után.
- Lily újra tanúbizonyságát adja annak, hogy nem tud titkot tartani.
- Barney összesen 34 történést ír le, amikor egy percbe összezsúfolva elmeséli korábbi szerelmi életét Robinnal.
- Ted azért kéri Victoriát, hogy hagyjon búcsúlevelet, mert "A Shelter-sziget" című részben őt is faképnél hagyták az oltárnál.
- Nick először bukkan fel a "Reménytelen" című részt követően.
- Az Anya a sárga esernyőjét tartva jelenik meg. Ted a harmadik évad elején azzal kezdte a mesét, hogy a rövid történetet már elmondta, miszerint egy sárga esernyőnek is köze van ahhoz, hogy összejöttek. Az Anya arca a taxi sötétített üvegén egy kicsit átlátszik, azonban itt még nem Cristin Milioti játssza. Egyébként ugyanaz a basszusgitár van nála és az a cipő rajta, amit Ted a "Nők versus öltönyök" című részben már látott.
- A "Nagy napok", "Elfogadom a kihívást", és "A mágus kódexe" című részekben már elmondták, hogy Ted Barney és Robin esküvőjén találkozik leendő feleségével.

## Jövőbeli visszautalások
- A "Zenekar vagy DJ" című epizódból derül ki egyértelműen, hogy Barney és Robin esküvője is a Farhampton Fogadóban lesz.
- Barney "Az oltár előtt" című részben is látható, ahogy épp a nyakkendője miatt problémázik.
- Quinn megemlíti, hogy Barney medveháton szeretne belovagolni az oltár elé. Ez előrevetíti a kilencedik évad folyamatos poénkodását a "gyűrűmackóval".
- Az epizód vasútállomásos jelenetei közvetlenül kapcsolódnak az "Örökkön örökké" ott játszódó jeleneteivel.
- Ted keze be van kötve a farhamptoni vasútállomáson játszódó jelenetekben. Hogy miért, az az "Örökkön örökké" című részből derül ki.
- Az Anya megjelenésekor a "Funeral" című szám szól a Band of Horses nevű együttestől, ami előrevetíti a szereplő tragikus sorsát.

## Érdekességek
- Azokon a képeken, amik Barney és Robin kapcsolata idején (4-5. évad) készültek, Robinnak ugyanolyan a frizurája, mint a 8. évadban, ami pedig teljesen más volt.
- Ted úgy sétált be Victoria esküvőjére, hogy senki meg se kérdezte tőle, ki ő és hogy került oda.
- Ez az első epizód, amelyikben mindegyik főszereplő egyszerre van párkapcsolatban.
- Ted a vasútállomáson a "Szerelem a kolera idején" című könyvet olvassa.

## Vendégszereplők
- Ashley Williams – Victoria
- Becki Newton – Quinn Garvey
- Thomas Lennon – Klaus
- Michael Trucco – Nick Podarutti
- Hal Havins – taxisofőr
- Colleen Smith – Uta
- Judith Drake – Bernice

## Zene
- Band of Horses – Funeral

## Fordítás
Ez a szócikk részben vagy egészben  a   Farhampton című angol Wikipédia-szócikk ezen változatának fordításán alapul.  Az eredeti cikk szerkesztőit annak laptörténete sorolja fel. Ez a jelzés csupán a megfogalmazás eredetét és a szerzői jogokat jelzi, nem szolgál a cikkben szereplő információk forrásmegjelöléseként.